# Jieyang
Jieyang, tidigare romaniserat Kityang, är en stad på prefekturnivå i provinsen Guangdong i Folkrepubliken Kina. Den ligger omkring 290 kilometer öster om provinshuvudstaden Guangzhou.
I orten talas främst Chaozhou-varianten av Minnan-dialekten jämte minoriteter av hakka-dialekten.

## Administrativ indelning
| Jieyang                               | Jieyang   | Jieyang      | Jieyang            | Jieyang           | Jieyang   | Jieyang                       |
| ------------------------------------- | --------- | ------------ | ------------------ | ----------------- | --------- | ----------------------------- |
| Rongcheng Jiedong Jiexi Huilai Puning |           |              |                    |                   |           |                               |
| Namn                                  | Kinesiska | Pinyin       | Typ                | Befolkning (2020) | Yta (km²) | Befolknings- täthet (inv/km²) |
| Rongcheng                             | 榕城区    | Róngchéng qū | Stadsdistrikt      | 931 868           | 497       | 1 874                         |
| Jiedong                               | 揭东区    | Jiēdōng qū   | Stadsdistrikt      | 931 719           | 534       | 1 745                         |
| Jiexi                                 | 揭西县    | Jiēxī xiàn   | Härad              | 674 829           | 1 364     | 495                           |
| Huilai                                | 惠来县    | Huìlái xiàn  | Härad              | 1 040 779         | 1 251     | 832                           |
| Puning                                | 普宁市    | Pǔníng shì   | Stad på häradsnivå | 1 998 619         | 1 620     | 1 234                         |

## Klimat
Genomsnittlig årsnederbörd är 1 870 millimeter. Den regnigaste månaden är maj, med i genomsnitt 421 mm nederbörd, och den torraste är oktober, med 19 mm nederbörd.